# Bruce F. Pauley
Bruce Frederick Pauley (* 1937 in Lincoln, Nebraska) ist ein US-amerikanischer Historiker, der sich insbesondere mit österreichischer Geschichte beschäftigt. Er ist Professor Emeritus of History der University of Central Florida.

## Leben
Pauley studierte am Grinnell College (B.A. 1959) in Grinnell, Iowa und an der University of Nebraska-Lincoln (M.A. 1961) in Lincoln, Nebraska. Als Junior 1957/58 studierte er mit IES Abroad an der Universität Wien in Österreich; dort schloss er Freundschaft mit dem nachmaligen österreichischen Diplomaten Walter Siege. 1963/64 war er Fulbright-Stipendiat an der Universität Graz. Pauley erwarb 1967 einen Ph.D. in History (Thesis: Hahnenschwanz and Swastika. The Styrian Heimatschutz and Austrian National Socialism 1918–1934) von der University of Rochester in Rochester, New York. Danach unterrichtete er an verschiedenen US-amerikanischen Universitäten. Er ist Professor Emeritus of History der University of Central Florida in Orlando, Florida.
Seine Forschungsschwerpunkte sind u. a. Nationalsozialismus, Antisemitismus, Zweiter Weltkrieg und Totalitarismus.

## Auszeichnungen
- 1993: Charles Smith Award, European Section of the Southern Historical Association (für From Prejudice to Persecution: A History of Austrian Anti-Semitism)
- 1994: Best Book Prize, Austrian Cultural Institute (für From Prejudice to Persecution: A History of Austrian Anti-Semitism)
- 2010: Österreichisches Ehrenkreuz für Wissenschaft und Kunst I. Klasse[1]

## Schriften (Auswahl)
- The Habsburg Legacy, 1867–1939 (= Berkshire studies in European history). Holt, Rinehart And Winston, New York 1972, ISBN 0-03-084709-5.
- Hahnenschwanz und Hakenkreuz. Der steirische Heimatschutz und der österreichische Nationalsozialismus 1918–1934. Europaverlag, Wien u. a. 1972. (deutsche Übersetzung von Peter Aschner der Dissertation (1967): Hahnenschwanz and Swastika. The Styrian Heimatschutz and Austrian National Socialism 1918–1934)
- Hitler and the Forgotten Nazis: A History of Austrian National Socialism. University Of North Carolina Press, Chapel Hill 1981, ISBN 0-8078-1456-3.

- deutsche Übersetzung von Gertraud und Peter Broucek: Der Weg in den Nationalsozialismus. Ursprünge und Entwicklung in Österreich. Vom Autor revidierte und ergänzte Ausgabe, Bundesverlag, Wien 1988, ISBN 3-215-06875-3.

- From Prejudice to Persecution: A History of Austrian Anti-Semitism. University Of North Carolina Press, Chapel Hill 1992, ISBN 0-8078-6376-9.

- deutsche Übersetzung von Helga Zoglmann: Eine Geschichte des österreichischen Antisemitismus. Von der Ausgrenzung zur Auslöschung. Kremayr und Scheriau, Wien 1993, ISBN 3-218-00567-1.

- Hitler, Stalin, and Mussolini: Totalitarianism in the Twentieth Century (= European History Series). Harlan Davidson, Wheeling 1997, ISBN 0-88295-935-2. (4. Auflage 2014)
- Pioneering History on Two Continents: An Autobiography. Potomac Books, Lincoln 2014, ISBN 978-1-61234-696-0.